# Album al numero uno nella Billboard 200 nel 1993
Di seguito è proposta la lista degli album al numero uno nella Billboard 200 nel 1993.
Durante il 1993 sono stati 15 gli album che hanno raggiunto la prima posizione della classifica, ai quali si aggiunge anche The Bodyguard che aveva raggiunto la vetta già nel 1992.
The Bodyguard, colonna sonora dell'omonimo film, con oltre 5.4 milioni di copie vendute, è stato l'album più venduto del 1993 nonché quello con le migliori prestazioni, raggiungendo anche la prima posizione della classifica di fine anno Billboard Year-End del 1993. L'album è rimasto alla prima posizione della Billboard 200 per 20 settimane non consecutive, delle quali 3 nel 1992 e 17 nel 1993, consentendogli di diventare l'album con la più lunga permanenza in vetta alla classifica dell'anno.

## Billboard 200
| † | Indica l'album con le migliori prestazioni del 1993. |

| Data         | Album                              | Artista                        | Tot. sett. #1 | Unità vendute | Fonti           |
| ------------ | ---------------------------------- | ------------------------------ | ------------- | ------------- | --------------- |
| 2 gennaio    | The Bodyguard †                    | Whitney Houston e artisti vari | 20            | 831.000       | [ 3 ] [ 4 ]     |
| 9 gennaio    | The Bodyguard †                    | Whitney Houston e artisti vari | 20            | 1.061.000     | [ 5 ] [ 6 ]     |
| 16 gennaio   | The Bodyguard †                    | Whitney Houston e artisti vari | 20            | 520.000       | [ 7 ] [ 8 ]     |
| 23 gennaio   | The Bodyguard †                    | Whitney Houston e artisti vari | 20            | 361.000       | [ 9 ] [ 10 ]    |
| 30 gennaio   | The Bodyguard †                    | Whitney Houston e artisti vari | 20            | 264.000       | [ 11 ] [ 12 ]   |
| 6 febbraio   | The Bodyguard †                    | Whitney Houston e artisti vari | 20            | 235.000       | [ 13 ] [ 14 ]   |
| 13 febbraio  | The Bodyguard †                    | Whitney Houston e artisti vari | 20            | 209.000       | [ 15 ] [ 16 ]   |
| 20 febbraio  | The Bodyguard †                    | Whitney Houston e artisti vari | 20            | 200.000       | [ 17 ] [ 18 ]   |
| 27 febbraio  | The Bodyguard †                    | Whitney Houston e artisti vari | 20            | 200.000       | [ 19 ] [ 20 ]   |
| 6 marzo      | The Bodyguard †                    | Whitney Houston e artisti vari | 20            | 195.000       | [ 21 ] [ 22 ]   |
| 13 marzo     | Unplugged                          | Eric Clapton                   | 3             | 207.000       | [ 23 ] [ 24 ]   |
| 20 marzo     | Unplugged                          | Eric Clapton                   | 3             | 220.000       | [ 25 ] [ 26 ]   |
| 27 marzo     | Unplugged                          | Eric Clapton                   | 3             | 150.000       | [ 27 ] [ 28 ]   |
| 3 aprile     | The Bodyguard †                    | Whitney Houston e artisti vari | 20            | 147.000       | [ 29 ] [ 30 ]   |
| 10 aprile    | Songs of Faith and Devotion        | Depeche Mode                   | 1             | 150.000       | [ 31 ] [ 32 ]   |
| 17 aprile    | The Bodyguard †                    | Whitney Houston e artisti vari | 20            | 152.000       | [ 33 ] [ 34 ]   |
| 24 aprile    | The Bodyguard †                    | Whitney Houston e artisti vari | 20            | 159.000       | [ 35 ] [ 36 ]   |
| 1º maggio    | The Bodyguard †                    | Whitney Houston e artisti vari | 20            | 135.000       | [ 37 ] [ 38 ]   |
| 8 maggio     | Get a Grip                         | Aerosmith                      | 1             | 170.000       | [ 39 ] [ 40 ]   |
| 15 maggio    | The Bodyguard †                    | Whitney Houston e artisti vari | 20            | 105.000       | [ 41 ] [ 42 ]   |
| 22 maggio    | The Bodyguard †                    | Whitney Houston e artisti vari | 20            | 109.000       | [ 43 ] [ 44 ]   |
| 29 maggio    | The Bodyguard †                    | Whitney Houston e artisti vari | 20            | 91.000        | [ 45 ] [ 46 ]   |
| 5 giugno     | janet.                             | Janet Jackson                  | 6             | 350.000       | [ 47 ] [ 48 ]   |
| 12 giugno    | janet.                             | Janet Jackson                  | 6             | 238.000       | [ 49 ] [ 50 ]   |
| 19 giugno    | janet.                             | Janet Jackson                  | 6             | 177.000       | [ 51 ] [ 52 ]   |
| 26 giugno    | janet.                             | Janet Jackson                  | 6             | N/A           | [ 53 ]          |
| 3 luglio     | janet.                             | Janet Jackson                  | 6             | N/A           | [ 54 ]          |
| 10 luglio    | janet.                             | Janet Jackson                  | 6             | N/A           | [ 55 ]          |
| 17 luglio    | Back to Broadway                   | Barbra Streisand               | 1             | 121.000       | [ 56 ] [ 57 ]   |
| 24 luglio    | Zooropa                            | U2                             | 2             | 377.000       | [ 58 ] [ 59 ]   |
| 31 luglio    | Zooropa                            | U2                             | 2             | 204.000       | [ 60 ] [ 61 ]   |
| 7 agosto     | Black Sunday                       | Cypress Hill                   | 2             | 261.000       | [ 62 ] [ 63 ]   |
| 14 agosto    | Black Sunday                       | Cypress Hill                   | 2             | 230.000       | [ 64 ] [ 65 ]   |
| 21 agosto    | Sleepless in Seattle               | Artisti vari                   | 1             | 149.455       | [ 66 ] [ 67 ]   |
| 28 agosto    | River of Dreams                    | Billy Joel                     | 3             | 232.000       | [ 68 ] [ 69 ]   |
| 4 settembre  | River of Dreams                    | Billy Joel                     | 3             | 173.000       | [ 70 ] [ 71 ]   |
| 11 settembre | River of Dreams                    | Billy Joel                     | 3             | 156.000       | [ 72 ] [ 73 ]   |
| 18 settembre | In Pieces                          | Garth Brooks                   | 5             | 404.000       | [ 74 ] [ 75 ]   |
| 25 settembre | In Pieces                          | Garth Brooks                   | 5             | 315.000       | [ 76 ] [ 77 ]   |
| 2 ottobre    | In Pieces                          | Garth Brooks                   | 5             | 230.000       | [ 78 ] [ 79 ]   |
| 9 ottobre    | In Utero                           | Nirvana                        | 1             | 180.000       | [ 80 ] [ 81 ]   |
| 16 ottobre   | In Pieces                          | Garth Brooks                   | 5             | 151.000       | [ 82 ] [ 83 ]   |
| 23 ottobre   | In Pieces                          | Garth Brooks                   | 5             | 125.000       | [ 84 ] [ 85 ]   |
| 30 ottobre   | Bat Out of Hell II: Back into Hell | Meat Loaf                      | 1             | 120.000       | [ 86 ] [ 87 ]   |
| 6 novembre   | Vs.                                | Pearl Jam                      | 5             | 950.377       | [ 88 ] [ 89 ]   |
| 13 novembre  | Vs.                                | Pearl Jam                      | 5             | 391.000       | [ 90 ] [ 91 ]   |
| 20 novembre  | Vs.                                | Pearl Jam                      | 5             | 269.000       | [ 92 ] [ 93 ]   |
| 27 novembre  | Vs.                                | Pearl Jam                      | 5             | 229.000       | [ 94 ] [ 95 ]   |
| 4 dicembre   | Vs.                                | Pearl Jam                      | 5             | 189.000       | [ 96 ] [ 97 ]   |
| 11 dicembre  | Doggystyle                         | Snoop Doggy Dogg               | 3             | 802.858       | [ 98 ] [ 99 ]   |
| 18 dicembre  | Doggystyle                         | Snoop Doggy Dogg               | 3             | 378.000       | [ 100 ] [ 101 ] |
| 25 dicembre  | Music Box                          | Mariah Carey                   | 8             | 295.000       | [ 102 ] [ 103 ] |

Note:
1. 1 2 3 4  Ha raggiunto il numero uno anche nel 1992
2. ↑  Ha raggiunto il numero uno anche nel 1994
3. ↑  Ha raggiunto il numero uno anche nel 1994